# Валько, Лайош
Лайош Валько (венг. Lajos Walko; 30 октября 1880, Будапешт — 10 января 1954, Вишеград (Венгрия)) — венгерский политический и государственный деятель, дипломат, министр иностранных дел Венгрии (1925—1930 и 1931—1932), Министр финансов Венгрии (1924), министр торговли (1922—1926), банкир
.
Изучал право и экономику в университетах Лейпцига и Берлина.  По возвращении на родину поступил на службу в Венгерский учетно-обменный банк. В 1911 году работал чиновником в министерстве финансов, с сентябрь по декабрь 1920 г. — статс-секретарь.
Член венгерской ультраправой Партии единства. В 1931—1935 годах избирался депутатом Национального собрания Венгрии.
В качестве министра иностранных дел сыграл значительную роль в укреплении финансовой стабилизации страны при режиме Хорти.
С 1938 года был президентом Венгерского коммерческого банка в Будапеште.